# 19121 Rathnasree
19121 Rathnasree este o planetă minoră (asteroid), cu un diametru de 7,756 km, din centura de asteroizi. A fost descoperită pe 12 februarie 1985 la Observatorul La Silla de Henri Debehogne și a fost numită după Nandivada Rathnasree⁠(d). 
Obiectul prezintă o orbită caracterizată de o semiaxă mare de 3,1750669 UAi, o excentricitate de 0,26, o înclinație de 12,27767 ° în raport cu ecliptica.